# Aeroporto Internacional de Abu Dhabi
O Aeroporto Internacioal de Abu Dhabi (árabe: مطار أبو ظبي الدولي) (IATA: AUH, ICAO: OMAA) é um aeroporto em Abu Dhabi, capital dos Emirados Árabes Unidos. O aeroporto é um dos aeroportos com mais rápido crescimento no mundo em termos de passageiros (34% : 2008), novas Linhas aéreas, e desenvolvimento das infra-estruturas. Atualmente está atravessando uma grande expansão, com um montante total reservado para os seus vários projetos, ou Plano Master de desenvolvimento, é US$ 6,8 bilhões
O Aeroporto Internacional de Abu Dhabi é o segundo maior nos Emirados Árabes Unidos, que serve 6,9 milhões de passageiros em 2007, até 30 por cento sobre o ano anterior. Seu terminal de espaços são dominados pela Etihad Airways, que está nos Emirados Árabes Unidos como a segunda maior transportadora aérea após Emirates Airlines.
Está em curso o trabalho sobre um novo terminal no aeroporto, de abrir ainda este ano. Uma vez concluído, o aeroporto de três terminais terá uma capacidade aproximada de 12 milhões de passageiros por ano. Espera-se que os números de passageiros cheguem a esse nível em 2011.
O Desenvolvimento do trabalho também começou em um novo terminal de passageiros, a ser situada entre as duas pistas e conhecido como o terminal Midfield. Após a conclusão, em 2012, o Terminal Midfield do aeroporto terá capacidade de 20 milhõesde passageiros por ano.

## Destino por Linha Aérea
| Airlines                        | Destinations | Terminal |
| ------------------------------- | --- | -------- |
| Air Blue                        | Islamabad, Lahore | 2        |
| Air India Express               | Calicut, Cochin, Mangalore, Muscat, Trivandrum | 2        |
| Biman Bangladesh Airlines       | Chittagong, Dhaka | 2        |
| British Airways                 | London-Heathrow, Muscat | 1        |
| Cargolux                        | Luxembourg | ADIA     |
| China Airlines                  | Taipei-Taoyuan [ends May 31], Vienna [ends May 31] | 1        |
| China Airlines Cargo            | Taipei-Taoyuan | ADIA     |
| EgyptAir                        | Cairo | 1        |
| Etihad Airways                  | Almaty, Amman, Athens [begins 2 June], Bahrain, Bangkok-Suvarnabhumi, Beijing, Beirute, Brisbane, Brussels, Cairo, Calicute, Casablanca, Chennai, Chicago-O'Hare [begins 4 September], Cochin, Damascus, Dammam, Delhi, Dhaka, Doha, Dublin, Frankfurt, Geneva, Islamabad, Istanbul-Atatürk [begins 2 June], Jakarta, Jeddah, Johannesburg, Karachi, Kathmandu, Khartoum, Kuala Lumpur, Kuwait, Lahore, Larnaca [begins June 14], London-Heathrow, Manchester, Manila, Melbourne [begins 29 March], Milan-Malpensa, Minsk, Moscow-Domodedovo, Mumbai, Munich, Muscat, New York-JFK, Paris-Charles de Gaulle, Peshawar, Rio de Janeiro, Riyadh, São Paulo, Singapore, Sydney, Tehran-Imam Khomeini, Trivandrum, Toronto-Pearson | 1        |
| Etihad Crystal Cargo            | Addis Ababa, Bangalore, Chennai, Colombo, Delhi, Hahn, Karachi, Khartoum, Kolkata, Lagos, Milan, Mumbai, Shanghai-Pudong, Shenzhen | ADIA     |
| Ethiopian Airlines              | Addis Ababa | 1        |
| Gulf Air                        | Bahrain | 1        |
| Iran Aseman Airlines            | Lar | 2        |
| Jat Airways                     | Belgrade [begins May 6] | 2        |
| Jet Airways                     | Delhi, Mumbai | 1        |
| Kam Air                         | Kabul | 2        |
| KLM                             | Amsterdam, Bahrain | 1        |
| Kuwait Airways                  | Kuwait, Muscat | 1        |
| Lufthansa                       | Frankfurt | 1        |
| Lufthansa Cargo                 | Hahn | ADIA     |
| Martinair                       | Amsterdam | 1        |
| Martinair Cargo                 | Amsterdam | ADIA     |
| Maximus                         | (Global) | ADIA     |
| Middle East Airlines            | Beirut | 1        |
| Nas Air (Saudi Arabia)          | Jeddah, Riyadh | 2        |
| Oman Air                        | Mascate | 1        |
| Pakistan International Airlines | Islamabad, Karachi, Lahore, Peshawar, Sialkot | 2        |
| Qatar Airways                   | Doha | 1        |
| Royal Jordanian                 | Amã, Mascate | 1        |
| Sama Airlines                   | Damman, Jeddah | 1        |
| Saudi Arabian Airlines          | Jeddah, Madinah, Riyadh | 1        |
| Shaheen Air International       | Islamabad, Karachi, Lahore, Peshawar | 2        |
| Singapore Airlines              | Jeddah, Kuwait [begins 15 March], Singapura | 1        |
| SriLankan Airlines              | Colombo | 1A       |
| Sudan Airways                   | Cartum | 2        |
| Syrian Arab Airlines            | Aleppo, Damasco | 1        |
| TAROM                           | Bucharest-Otopeni | 1        |
| Transaero                       | Moscow-Domededovo | 1        |
| Turkish Airlines                | Istanbul-Atatürk | 1        |
| Turkmenistan Airlines           | Asgabate | 2        |
| Turkmenistan Airlines Cargo     | Asgabate | ADIA     |
| Yemenia                         | Riyan, Sana'a | 2        |

## Estatísticas
| Ano  | Total de Passageiros | Total de Cargas (t) | Total de movimentos de Aeronaves |
| ---- | -------------------- | ------------------- | -------------------------------- |
| 1998 | 3,131,283            | 79,847              | 45,927                           |
| 1999 | 3,522,306            | 92,267              | 50,694                           |
| 2000 | 3,684,307            | 318,632             | 57,111                           |
| 2001 | 3,588,015            | 385,055             | 65,134                           |
| 2002 | 3,986,665            | 391,079             | 35,987                           |
| 2004 | 5,247,000            | N/A                 | N/A                              |
| 2005 | 5,465,987            | N/A                 | N/A                              |
| 2006 | 6,289,457            | 257,622             | 75,437                           |
| 2007 | 6,926,000            | 315,317             | 78,011                           |

## Transporte terrestre
A Etihad Airways oferece ônibus e autocarros entre Dubai e o Aeroporto Internacional de Abu Dhabi para clientes Etihad.